# Пуле, Джабу
Джабу Пуле (англ. Jabu Mahlangu Pule; 11 июля 1980, Дейвитон) — южноафриканский футболист, выступавший на позиции нападающего за национальную сборную Южной Африки и целый ряд клубов.
Считался одним из самых перспективных игроков в своей стране, но из-за своей любви к алкоголю и проблемами с поведением (имел прозвище «проблемный ребенок»), не реализовал свой талант.

## Клубная карьера
Во взрослом футболе дебютировал в 1998 году выступлениями за команду клуба «Кайзер Чифс», в котором провёл шесть сезонов, приняв участие в 99 матчах чемпионата. С командой стал чемпионом и обладателем Кубка ЮАР.
В 2004 году перешёл в австрийский «Маттерсбург». Он провёл там восемь месяцев, в течение которых сыграл 22 матча и забил два гола. Его попросили покинуть команду после того, как он попал в автокатастрофу под влиянием алкоголя.
После этого Джабу вернулся на родину, где играл за «Суперспорт Юнайтед». За это время его дважды отправляли в реабилитационную клинику чтобы он преодолел своё пристрастие к алкоголю и наркотикам. Впрочем он был уволен в конце 2005 года после того, как пропустил несколько тренировок. После расторжения контракта с ФК «Суперспорт Юнайтед», президент «Орландо Пайретс» Ирвин Хоза решил дать игроку последний шанс и пригласил его в свой клуб. В 2007 году футболист ушёл из состава этого клуба.
В 2008 году отправился в Европу, на этот раз в клуб «Эстер», которому в том же сезоне помог выйти с третьего до второго по уровню дивизиона Швеции. После этого Джабу вернулся на родину в «Платинум Старс», но в сезоне 2010 года вновь защищал цвета клуба «Эстер».
Завершил профессиональную игровую карьеру на родине в клубах «Кейптаун» и «Суперспорт Юнайтед» до прекращения выступлений на профессиональном уровне в 2014 году.

## Карьера в сборной
9 апреля 2000 года дебютировал в официальных играх в составе национальной сборной Южной Африки в матче против Лесото (2:0). В том же году поехал на футбольный турнир Олимпийских игр в Сиднее, но сборная не вышла из группы.
В составе сборной был участником чемпионата мира 2002 года в Японии и Южной Корее. На этом турнире был дублёром и появился только в матче против Словении (1:0), когда на 84-й минуте он сменил Квинтона Форчуна.
Через два года поехал на Кубок африканских наций 2004 года в Тунисе и в том же году провёл свой последний матч в составе сборной — 17 ноября 2004 года против Нигерии (2:1). В течение карьеры в национальной команде, которая длилась 5 лет, провёл в форме главной команды страны 20 матчей, забив 2 гола.

## Достижения
«Кайзер Чифс»
- Чемпион Южной Африки: 2004
- Обладатель Кубка ЮАР (2): 2002, 2004